# Гріффін Данн
Томас Гріффін Данн (англ. Thomas Griffin Dunne; нар. 8 червня 1955) — американський актор, продюсер, режисер, сценарист. Номінувався у 1996 році на премію «Оскар» за режисуру фільму «Герцог замку Грув». За акторську роботу номінувався на «Золотий глобус» (кінофільм «Після роботи», 1985 рік) і на премію «Еммі» (серіал «Фрейзер», 1996 рік).

## Життєпис
Народився в Нью-Йорку в родині продюсера, сценариста і кіноактора Домініка Данна і Еллен Беатріз Данн, яка заснувала товариство боротьби за права жертв домашнього насилля «Justice for Homicide Victims».
Гріффін Данн є старшим братом актриси Домінік Данн і племінником Джона Грегорі Данна і Джоан Дідіон.
У 1973 році одружився з Кейт Форте, але в наступному році шлюб розпався. З 9 грудня 1989 по 1995 рік перебував у шлюбі з американською актрисою Кері Ловелл. У них народилася дочка Ганна Данн.

## Фільмографія
| Рік  | Фільм                                                                                  | Участь у фільмі | Участь у фільмі | Участь у фільмі | Участь у фільмі            |
| Рік  | Фільм                                                                                  | Режисер         | Продюсер        | Актор           | Роль                       |
| ---- | -------------------------------------------------------------------------------------- | --------------- | --------------- | --------------- | -------------------------- |
| 1975 | «Інший бік гори» (The Other Side of the Mountain)                                      |                 |                 | Так             | Гербі Джонсон              |
| 1979 | «Гарячі сцени зими» (Head Over Heels)                                                  |                 | Так             | Так             | доктор Марк                |
| 1981 | «Американський перевертень у Лондоні» (An American Werewolf in London)                 |                 |                 | Так             | Джек Гудман                |
| 1981 | «Прихильник» (The Fan)                                                                 |                 |                 | Так             | асистент                   |
| 1983 | «Крихітко, це ти» (Baby It's You)                                                      |                 | Так             |                 |                            |
| 1983 | Cold Feet                                                                              |                 |                 | Так             | Том Христо                 |
| 1984 | «Небезпечний Джонні» (Johnny Dangerously)                                              |                 |                 | Так             | Томмі Келлі                |
| 1985 | «Позаурочний час» (After Hours)                                                        |                 | Так             | Так             | Пол Гекетт                 |
| 1985 | «Майже ти» (Almost You)                                                                |                 |                 | Так             | Алекс Боєр                 |
| 1987 | «Амазонки на Місяці» (Amazon Women on the Moon)                                        |                 |                 | Так             | доктор                     |
| 1987 | «Хто це дівчисько?» (Who's That Girl)                                                  |                 |                 | Так             | Лоуден Тротт               |
| 1988 | «Блакитна безодня» (The Big Blue)                                                      |                 |                 | Так             | Даффі                      |
| 1988 | Me and Him                                                                             |                 |                 | Так             | Берт                       |
| 1988 | «Біг на місці» (Running on Empty)                                                      |                 | Так             |                 |                            |
| 1990 | «Білий палац» (White Palace)                                                           |                 | Так             |                 |                            |
| 1990 | «Секретна зброя» (Secret Weapon)                                                       |                 |                 | Так             |                            |
| 1991 | «Моя дочка» (My Girl)                                                                  |                 |                 | Так             | Джек Бікслер               |
| 1991 | «Ще гурток» (Once Around)                                                              |                 | Так             | Так             | Роб                        |
| 1992 | «Великі дівчатка не плачуть ... вони дають здачі» (Big Girls Don't Cry… They Get Even) |                 |                 | Так             | Девід                      |
| 1992 | «Відверта розмова» (Straight Talk)                                                     |                 |                 | Так             | Алан Рігерт                |
| 1993 | «Голий в Нью-Йорку» (Naked in New York)                                                |                 |                 | Так             | аудитор                    |
| 1993 | «Огірок» (The Pickle)                                                                  |                 |                 | Так             | Planet Cleveland Man       |
| 1994 | I Like It Like That                                                                    |                 |                 | Так             | Стівен Прайс               |
| 1994 | «Телевікторина» (Quiz Show)                                                            |                 |                 | Так             |                            |
| 1995 | «Любов андроїда» (The Android Affair)                                                  |                 |                 | Так             | Teach / Вільям             |
| 1995 | «Знайти і знищити» (Search and Destroy)                                                |                 |                 | Так             | Мартін Міркгейм            |
| 1996 | «Герцог Грув» (Duke of Groove)                                                         | Так             |                 |                 |                            |
| 1996 | «Квартира Джо» (Joe's Apartment)                                                       |                 | Так             |                 |                            |
| 1997 | «Дурман кохання» (Addicted to Love)                                                    | Так             |                 |                 |                            |
| 1998 | «Практична магія» (Practical Magic)                                                    | Так             |                 |                 |                            |
| 2000 | «Ліза Пікард відомий» (Lisa Picard is Famous)                                          | Так             |                 | Так             | Ендрю                      |
| 2001 | «Піньєро» (Piñero)                                                                     |                 |                 | Так             | агент                      |
| 2001 | «Коханець Сем» (Sam the Man)                                                           |                 |                 | Так             | людина у спальні           |
| 2002 | «40 днів і 40 ночей» (40 Days and 40 Nights)                                           |                 |                 | Так             | Джеррі Андерсон            |
| 2002 | «Обманщики» (Cheats)                                                                   |                 |                 | Так             | містер Девіс               |
| 2002 | Warning: Parental Advisory                                                             |                 |                 | Так             | Френк Заппа                |
| 2002 | What Leonard Comes Home To                                                             |                 |                 | Так             | Леонард                    |
| 2003 | «Застряг у тобі» (Stuck on You)                                                        |                 |                 | Так             | себе                       |
| 2005 | «Жорстокі люди» (Fierce People)                                                        | Так             | Так             |                 |                            |
| 2005 | «Вирішальна гра» (Game 6)                                                              |                 | Так             | Так             | Елліотт Літвак             |
| 2006 | The Bondage                                                                            |                 |                 | Так             | доктор Сімон               |
| 2007 | «Снігові ангели» (Snow Angels)                                                         |                 |                 | Так             | Дон Паркінсон              |
| 2008 | «Випадковий чоловік» (The Accidental Husband)                                          | Так             |                 |                 |                            |
| 2008 | «Великий Бак Ховард» (The Great Buck Howard)                                           |                 |                 | Так             | Джонатан Фінерман          |
| 2009 | «Психоаналітик» (Shrink)                                                               |                 |                 | Так             |                            |
| 2010 | «Минулої ночі в Нью-Йорку» (Last Night)                                                |                 |                 | Так             | Трумен                     |
| 2011 | «Хитро!» (Fugly!)                                                                      |                 |                 | Так             | Джеффрі                    |
| 2012 | The Discoverers                                                                        |                 | Так             |                 | Льюїс Бірч                 |
| 2013 | «Гниле місто» (Broken City)                                                            |                 |                 | Так             | Сем Ланкастер              |
| 2013 | «Кровні узи» (Blood Ties)                                                              |                 |                 | Так             | Макналлі                   |
| 2013 | «Фільм 43» (Movie 43)                                                                  | Так             |                 |                 |                            |
| 2013 | «Далласький клуб покупців» (Dallas Buyers Club)                                        |                 |                 | Так             | доктор Васс                |
| 2014 | «Гангста Love» (Rob the Mob)                                                           |                 |                 | Так             | Дейв Ловелл                |
| 2014 | Mania Days                                                                             |                 |                 | Так             | Джордж                     |
| 2014 | Tumbledown                                                                             |                 |                 | Так             |                            |
| 2016 | «Мій мертвий хлопець» (My Dead Boyfriend)                                              |                 |                 | Так             | Джой Лукас / Нік Маккроулі |
| 2017 | «Машина війни» (War Machine)                                                           |                 |                 | Так             | Рей Кануччі                |